# Brax
Brax é uma comuna francesa na região administrativa da Nova Aquitânia, no departamento Lot-et-Garonne. Estende-se por uma área de 8,78 km². Em 2010 a comuna tinha 2 125 habitantes (densidade: 242 hab./km²).